# Hunebedplaatsen Gochang, Hwasun en Ganghwa
In Gochang, Hwasun en Ganghwa in Zuid-Korea bevinden zich prehistorische begraafplaatsen die elk bestaan uit meerdere dolmen. Deze graven zijn voorbeelden van megalithische cultuur.
De Dolmengebieden Gochang, Hwasun en Ganghwa werden in het jaar 2000 opgenomen in de Werelderfgoed lijst van UNESCO.